# 人気者を捕まえろ! ヒカキンおにごっこ 2022夏
人気者を捕まえろ！ ヒカキンおにごっこ 2022夏（にんきものをつかまえろ！ ヒカキンおにごっこ 2022なつ）は、HIKAKINが富士急ハイランドを貸し切って開催した大型企画及びその動画である。動画の名称は「ヒカキンおにごっこ 2022夏 – 逃げ切れたら全員に100万円【YouTuberオールスターズ】」。

## 概要
HIKAKINがチャンネル登録者1000万人を突破したことを契機に、「本当に撮ってみたい夢の動画」として1億3000万円を投じて企画・開催した鬼ごっこ企画である。
この企画は1年以上前から構想し、2022年の春前に本格的に始動したという。当日はカメラ100台が稼働するほどの大規模なものとなった。
動画は2022年8月7日にYouTubeでプレミア公開され、公開後YouTube急上昇ランク総合1位、同時視聴28万人、公開から1日で500万再生突破という記録を打ち立てた。
動画は同年10月2日に非公開となった（後述）。

## 企画概要
企画には合計22人のYouTuberが参加した。
鬼ごっこのルールは、制限時間60分の間、ヒカキン率いる「オニキン軍団」から逃げ切ったら1人100万円の賞金が獲得できるというもの。スタート時のオニキンは3人で、時間が経過するとともに投入される数が増えていく。
ゲーム途中から“シークレットオニキン”としてSEIKINやデカキンも登場した。
とうあが60分間逃げ切り、HIKAKINから100万円の賞金を獲得した。

## 動画の非公開
同年10月2日、HIKAKINは企画の動画を非公開にし、「「ヒカキンおにごっこ」動画非公開について」という動画を公開した。動画では、非公開に至った経緯が説明された。
動画によれば、鬼ごっこ企画開催後に、チャレンジャーの一人から相談を受けたヒカルが、「緊急で話したいことがある」と共通の知人を介してHIKAKINに連絡をしたという。その話の中でヒカルは、「撮影中に逃げ切った人の数を少なくするための不正があったのではないか。ゲーム終盤に10分間の延長が突然行われたのではないか」という噂が鬼ごっこ企画の関係者の間で立っているとHIKAKINに伝えた。これについてHIKAKINは「悪意を持って不正をして逃げ切る人を少なくしたという、そういった行為は一切ありません」と意図的な不正は否定しつつも、「僕自身が把握できなかったことが何か起きていた可能性もある」として、スタッフらに当日の状況を確認した。
その結果、チャレンジャー側と制作サイドで大きなすれ違いが生じてしまうミスが発覚し、HIKAKINは「このミスを僕が認識した時点で、ゲームとして成立していない」と判断して動画を非公開にしたと説明している。
HIKAKINは当日、ゲーム中盤を超えたあたりからいくつかのアクシデントが起こったと説明した。1つはカメラマンが転倒して負傷したこと、もう1つは、体調に違和感があるというチャレンジャーが出たことである。カメラマンは軽傷、体調不良を訴えたチャレンジャーの体調も回復してゲームに復帰したが、状況とケガの程度だけでなく、転倒でカメラが破損し、映像が撮影できているかどうかの確認も進められたため、中盤に約10分程度、ゲームとしてうまく行われていない時間が発生してしまったという。そこで制作スタッフは、全参加者が集まってタイマーが一旦止まるタイミングで「やり直しの意図でアクシデント分の10分間を追加させていただこう」と判断した。HIKAKINもこのやり直しを把握し、スタッフらに「時間に関することはすごく重大なことなので、しっかりチャレンジャー1人1人にアクシデントの詳細と、そういった件もあって鬼ごっこが正常に行えなかったということを説明して、納得していただいた上で進めてください」とお願いしていたが、実際にはチャレンジャーへの説明が為されずに時間の追加だけが行われていたという。
これについてHIKAKINは「正直、このミスを聞いたときは言葉を失いました。もし僕がチャレンジャー側の立場で動画に呼ばれて走っていたら、何の説明もないまま、いきなり10分時間が延びたことになるので、間違いなく僕でも不審に思っていたと思います。ですので、逃げ切る人を意図的に少なくする不正だと言われても仕方のないミスだったと思います」とし、謝罪した。
また、ヒカルは翌10月3日に「ヒカキン鬼ごっこ非公開の真相について」と題した動画を公開し、鬼ごっこ企画について、多数のクリエイターから「出来レースがあった」「本来だったらもっと逃げ切れたはず」という不満の声があちこちで噴出していたこと、そんな中であるクリエイターのスタッフ関係者から「リークしようと思う」という話を耳にし、ヒカルがそのスタッフに10万円を渡して「一旦この話は俺に預からせてくれ」とリークを思いとどまらせたことを説明した。

### 動画
1. ↑  ヒカキンおにごっこ2022夏-逃げ切れたら全員100万円【YouTuberオールスターズ】（2022年8月7日）（ニコニコ動画から）
2. ↑  「ヒカキンおにごっこ」動画非公開について2022年10月02日閲覧。（「Hikakin TV」から）
3. ↑  ヒカキン鬼ごっこ非公開の真相について2022年10月3日閲覧。（「ヒカル」から）